# Ірпінський бій (1918)
Ірпінський бій (Бій під Северинівкою) (28 лютого 1918 року) — епізод першої радянсько-української війни. Підрозділи УНР, що наступали на Київ в авангарді німецьких військ, розгромили загін В. Кіквідзе — останній боєздатний більшовицький підрозділ на Правобережній Україні. Наступного дня після цієї перемоги війська УНР вступили до Києва.

## Передісторія
8 лютого 1918 року Київ був захоплений більшовицькими військами М. Муравйова. Рештки підрозділів армії УНР були евакуйовані з міста. На той момент більшовицькі та збільшовичені загони контролювали переважну більшість території України. У тому числі — Правобережжя, де діяли збільшовичені фронтові частини старої російської армії, які підпорядковувалися Військово-революційному комітету.
Попри це, у середині лютого більшовицькі війська почали стрімко розкладатися. Цьому сприяло підписання 9 лютого Брестського миру між Української Народною Республікою та Центральними державами. Солдати старої армії вважали, що війна вже закінчена та хотіли якомога скоріше повернутися додому. Армія УНР, натомість, змогла зберегти боєздатні та мотивовані підрозділи, чисельності яких (загалом приблизно 2 500 — 3 000 багнетів і шабель) у тих умовах було достатньо, щоб проводити ефективні наступальні дії. Крім того, за умовами договору в Бресті, УНР мала отримати військову допомогу від Німеччини та Австро-Угорщини.
13 лютого Запорізька бригада УНР (сформована із залишків «іменних» полків, загонів юнкерів і вільних козаків, що брали участь у вуличних боях за Київ) разом із Січовим і Гайдамацьким куренями розпочала наступальну операцію на Поліссі — з метою зачистити від збільшовичених загонів основні залізничні вузли. 13 — 14 лютого був зайнятий Коростень, 15 лютого — Олевськ.

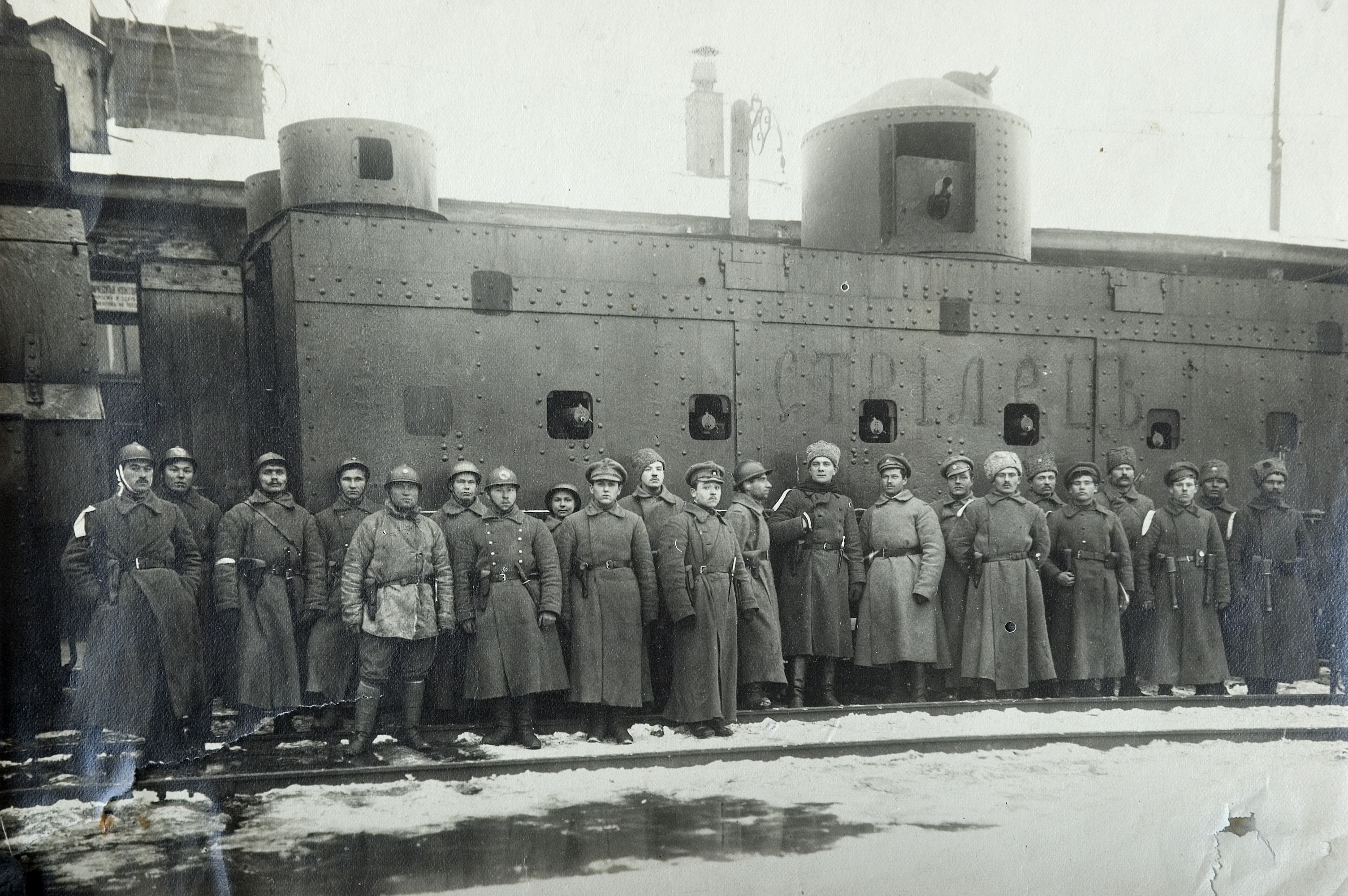
Бронепотяг «Січовий стрілець». Грудень 1918 року

17 лютого Запорізька бригада вела бої між Житомиром і Бердичевом — із загоном Василя Кіквідзе. Цей підрозділ був найбільш боєздатним з усього більшовицького угруповання на Правобережній Україні. Кіквідзе зайняв оборону в Бердичеві, плануючи перетворити місто у свій укріплений пункт. У наступний тиждень Запорізька бригада та Гайдамацький курінь під командуванням К. Прісовського зосередилися на боротьбі з загоном Кіквідзе.
У цей час Січовий курінь на чолі з Євгеном Коновальцем продовжив наступ на Волині. 19 лютого січовики з боєм зайняли Сарни. Ешелон зі збільшовиченими вояками попрямував на захід, у погоню за ним кинувся з однією гарматою на платформі полковник Ол. Пилькевич. На станції Маневичі українські бійці зустрілися з німецькими солдатами — це була перша зустріч союзників. Німецька імперія вступила у війну на боці УНР 18 лютого.
25 — 26 лютого відбулися кровопролитні бої за Бердичів. Війська УНР здобули перемогу, розгромивши загін Кіквідзе. Більшовики відступили до Козятина, а звідти продовжили рух до Фастова.
27 лютого німецьке та українське командування узгодило план наступу на Київ. Військове міністерство УНР наполягало, щоб у авангарді йшли німецькі частини — таким чином, союзники би увійшли до столиці першими. Змінити позицію міністра Ол. Жуківського силою змусив старшина гайдамаків Ом. Волох, що наказав націлити на міністерський потяг кулемети. Зрештою, було погоджено, що на Київ першими наступатимуть українські підрозділи. Січовий і Гайдамацький корпуси мали рухатися залізницею від станції Сарни через Коростень, Запорізька бригада — від Бердичева.

## Сили сторін

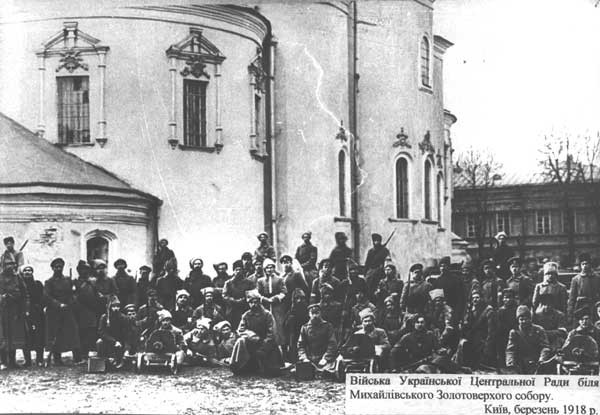
Вояки Гайдамацького куреня в Києві. Березень 1918 року

Командувачем зведеного загону, що наступав із Сарн — Коростеня, призначили Симона Петлюру. Загін налічував 630 багнетів при 10 гарматах:
1. Гайдамацький курінь С. Петлюри — 300 багнетів при 6 гарматах:
- 1-й Гайдамацький дивізіон капітана Макарова:
  - 1-а батарея штабс-ротмістра К. Смовського — 2 гармати;
  - 2-а батарея поручника Одинця — 2 гармати;
  - 3-я батарея поручника Висоцького — 2 гармати;

2. Січовий курінь полковника Євг. Коновальця — 300 багнетів і 30 шабель при 4 гарматах:
- 1-а Січова батарея сотника Р. Дашкевича — 4 гармати.

Гайдамацький курінь був сформований у січні 1918 року з добровольців — юнкерів 2-ї Київської юнацької школи та солдатів українізованого 28-го Харківського запасного піхотного полку. Напередодні бою за Ірпінь курінь брав участь у запеклих боях за Бердичів.
Січовий курінь складався переважно з галичан і буковинців — колишніх військовополонених австро-угорської армії. У курені було три сотні: 1-ю командував сотник Роман Сушко, 2-ю — сотник Іван Чмола, окремою кулеметною — сотник Федір Черник. 1-а Січова батарея була організована 12 лютого у Житомирі — із чотирьох гармат, захоплених на станції Кодня. У батареї під керівництвом сотника Романа Дашкевича служило 12 артилеристів-галичан і 38 добровольців-семінаристів із Коростишева.

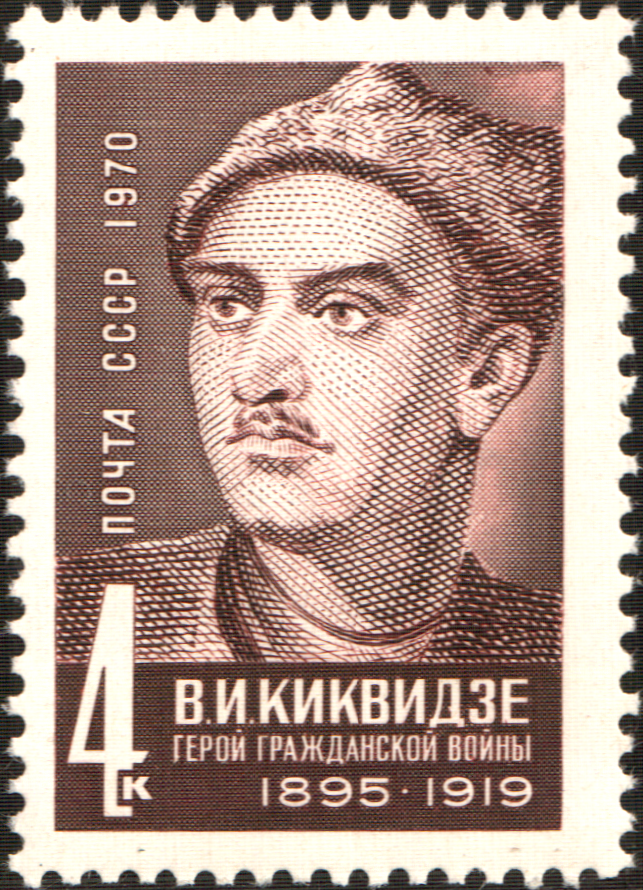
Василь Кіквідзе

Більшовицька залога Києва станом на кінець лютого складалася лише із залишків загону Кіквідзе. 2-й Гвардійський корпус більшовички Євгенії Бош, що в грудні-січні наступав на Київ зі Жмеринки, 9 лютого вступив до столиці УНР. Солдати взяли участь у грабежах міста та всього за кілька днів розклалися, почавши стихійну демобілізацію. Самодемобілізувалась і «армія» Р. Берзіна, що складалась переважно з вояків старої російської армії. Київська червона гвардія зазнала великих втрат у вуличних боях з військами УНР та була деморалізована. Єдина більш-менш боєздатна частина війська Муравйова — загін російських червоногвардійців П. Єгорова — у другій половині лютого був перекинутий на південь України — для боротьби з австрійськими військами, та на Дон — для протистояння з білими козаками.
Загін Кіквідзе був сформований у грудні 1917 року в Козятині більшовицьким ВРК. До нього увійшли найбільш вмотивовані збільшовичені підрозділи 12-го корпусу РІА: 1-й Московський драгунський полк і 73-й Кримський полк. «Революційну» частину загону складали червоногвардійці — робітники-росіяни з міст Поділля.
У боях 25 — 26 лютого загін зазнав величезних втрат. Загинули командири обох полків, командир червоної гвардії потрапив у полон. Більшовики втратили, щонайменше, два бронеавтомобілі. Із 1 500 багнетів і шабель станом на початок лютого до кінця місяця лишилося не більше тисячі. Під Києвом до Кіквідзе долучилися невеличкі червоногвардійські підрозділи. Червоний командир зайняв оборону на західному березі річки Ірпінь — біля залізничного мосту поблизу німецької колонії Северинівки (нині — північно-східний мікрорайон міста Ірпінь).
Попри втрати у попередніх боях, сил загону Кіквідзе (у нього залишалась значна артилерія — до шести гармат) могло вистачити на те, щоб стримати просування військ УНР — принаймні, до підходу німецьких союзників.

## Перебіг бою
Ввечері 27 лютого група С. Петлюри зайняла Коростень, Тетерів і Бородянку. Ешелони з січовиками та гайдамаками рухалися максимально швидко, щоб у більшовиків не було часу знищити колію. Всі станції були зайняті з мінімальним спротивом: збільшовичені солдати розбігалися після кількох гарматних пострілів.

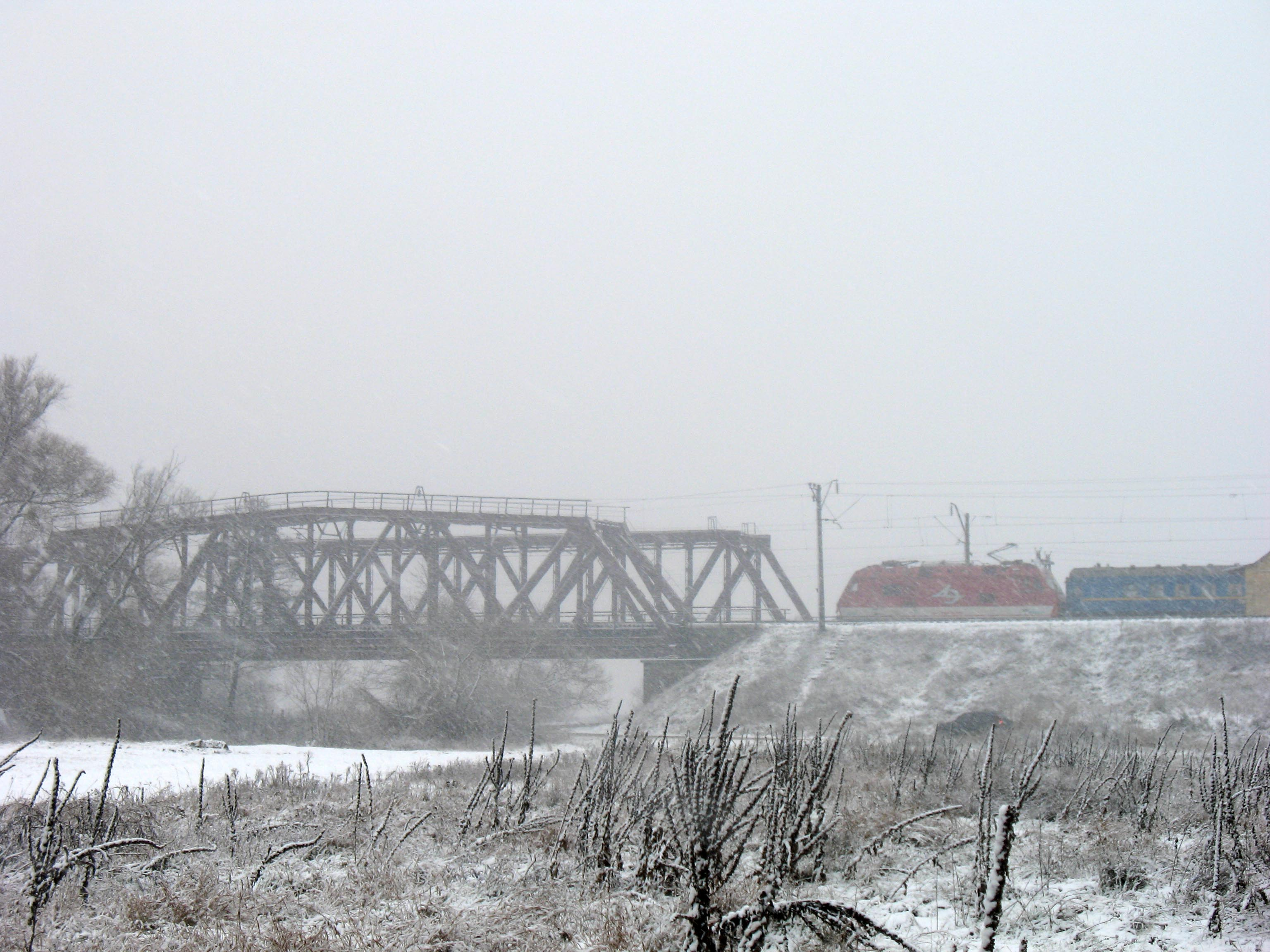
Залізничний міст в Ірпені. Фото 2010 року

У Бородянці українське командування отримало інформацію про невідомі війська, що південніше також просуваються на схід. На розвідку відправили кінноту Січового куреня — 30 шабель на чолі з М. Курахом. Біля Макарова січовики зустрілися з частинами чехословацького легіону, що відступали з Житомира, зайнятого німецькими військами. Чехи повідомили, що не мають ворожих намірів проти українців.
До кінця дня січовики та гайдамаки зайняли ще одну залізничну станцію — Бучу. Далі наступ на Київ потрібно було продовжувати в пішому порядку — залізничний міст через Ірпінь контролювали більшовики.
Зранку 28 лютого українські вояки вивантажилися з вагонів. Гайдамацький курінь розпочав штурм більшовицьких позицій, січовики залишились у резерві. Вояки Кіквідзе відкрили по гайдамаках артилерійський вогонь, зупинили їхнє просування і самі перейшли у контрнаступ. Положення врятувала 1-а сотня Січового куреня на чолі з Р. Сушком, що атакувала більшовиків у багнети. У ближньому бою ворог був відкинутий. Січовики зайняли залізничний міст. У цей час 2-а сотня на чолі з Ів. Чмолою обійшла лівий фланг загону Кіквідзе у районі села Романівки (нині — південно-східний мікрорайон Ірпеня), змусивши більшовиків покинути і цю позицію.
Бій тривав не довше години. Загін Кіквідзе був розгромлений, його рештки відступили. Значну роль у розгромі більшовиків відіграла українська артилерія, що придушила ворожі гармати. До кінця дня українські вояки розчистили більшовицькі укріплення. Шлях на Київ був вільний.

## Наслідки
У ніч на 1 березня січовики та гайдамаки зайняли станцію Святошин. О 4-й ранку до Києва увійшов передовий загін Запорізької бригади, що рухалась з Бердичева через Фастів, не зустрічаючи спротиву. О 10-й ранку дві групи військ УНР з'єдналися та вступили до центру міста. Рештки більшовицьких сил відступили на лівий берег Дніпра — до станції Дарниця. Під командуванням Кіквідзе залишалося 800 багнетів і шабель при двох гарматах.
Того ж дня з ініціативи С. Петлюри відбувся парад на Софійській площі, у якому взяли участь війська, що визволяли місто. При великому скупченню киян також був проведений молебень на честь вигнання більшовиків. Парад закінчився проведенням по площі колони більшовицьких вояків, захоплених у полон біля станції Ірпінь.
2 березня до міста вступили німецькі війська, уряд УНР і Українська Центральна Рада. У наступні дні розпочались бої за визволення Лівобережжя та Півдня України.